# Mouvement d'auto-renforcement

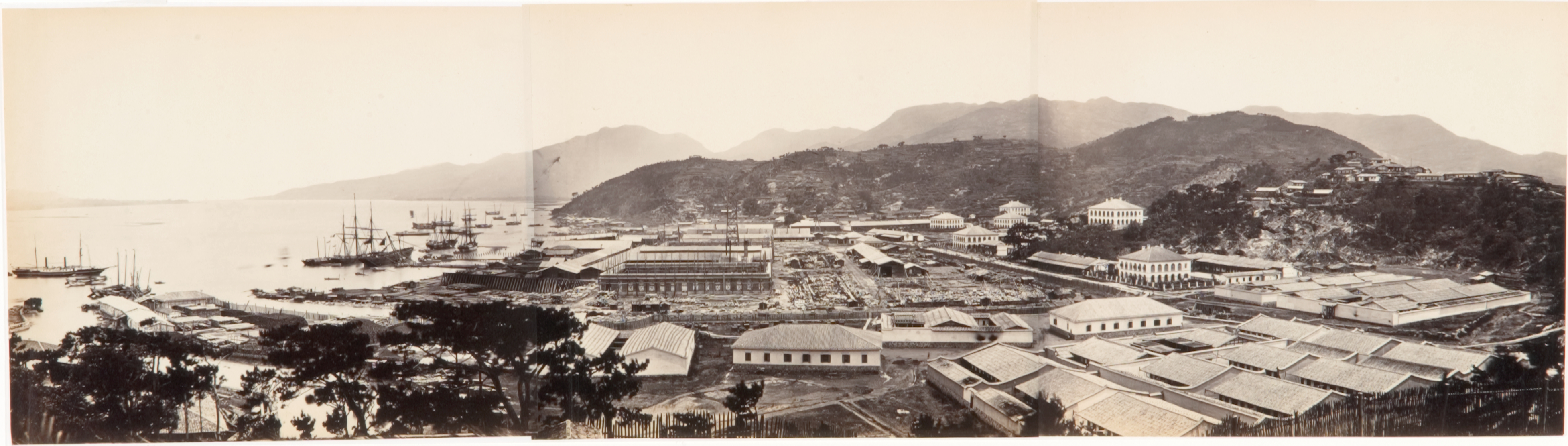
L'arsenal de Foochow.

Le mouvement d'autorenforcement (洋务运动 ; chinois traditionnel : 洋務運動 ; pinyin : yángwù jūn dòng, ou 自强运动 ; chinois traditionnel : 自强運動 ; pinyin : zìqiáng jūn dòng) est une période de réformes institutionnelles qui se déroula en Chine entre 1861 et 1895, à la fin de la dynastie Qing, à la suite d'une série de défaites militaires et de concessions faites aux puissances étrangères.
Pour faire la paix avec les puissances occidentales, le prince Gong est nommé régent, grand conseiller, et chef du nouveau Zongli Yamen (bureau des Affaires étrangères), et est assisté par toute une nouvelle génération de fonctionnaires progressistes. Tout à l'inverse, l'impératrice douairière Cixi est farouchement opposée à la présence des empires coloniaux occidentaux, mais elle doit s'accommoder du prince Gong en raison de son influence politique à la cour des Qing. Elle fait cependant en sorte de devenir le plus virulent opposant aux réformes grâce à sa propre influence politique grandissante.
À l'époque, la majorité de l'élite chinoise suivait encore une philosophie confucéenne très conservatrice, mais après les défaites importantes du pays lors des deux guerres de l'opium (1839-1842, 1856-1860), certains fonctionnaires appelèrent à se renforcer face à l'Occident et estimaient qu'il était nécessaire pour cela d'adopter sa technologie militaire et son armement. Cela devait se faire par l'établissement d'arsenaux et de chantiers navals et par l'embauche de conseillers étrangers pour former les artisans chinois à la fabrication de ces équipements. Ainsi, le mouvement d'autorenforcement était surtout axé vers une modernisation militaire et économique bien loin de toutes réformes sociales.

## Origine de l'expression
Le souci d'« auto-renforcement » de la Chine est exprimé par Feng Guifen (1809-1874) dans une série d'essais présentés à Zeng Guofan en 1861. Feng gagna de l'expérience au combat en commandant un corps de volontaires durant la campagne anti-Taiping. En 1860, il s'installa à Shanghai où il fut très impressionné par les techniques militaires occidentales.
Dans ses écrits personnels, Zeng décrit sa rhétorique d'auto-renforcement comme une modernisation technologie directe.

## Première phase (1861-1872)
Le mouvement peut être divisé en trois phases dont la première dure de 1861 à 1872. Les priorités sont alors l'adoption des armes à feu, la maîtrise des machines et connaissances scientifiques occidentales ainsi que la formation du personnel technique et diplomatique à travers l'établissement d'un bureau diplomatique et d'un collège.

### Les surintendants du commerce
En conséquence des traités signés avec les puissances occidentales, les ports de Tianjin et de Shanghai sont ouverts au commerce occidental. Deux fonctionnaires reçoivent le titre de « commissaires du commerce des ports Sud et Nord » et sont respectivement nommés pour administrer le commerce étranger dans les nouveaux ports ouverts.
Bien que la raison évidente de l'existence de ces deux postes gouvernementaux soit d'administrer les nouveaux ports de traité, les raisons sous-entendues sont plus complexes : ces surintendants sont supposés confiner à ces ports les négociations diplomatiques avec les étrangers plutôt que de les conduire à Pékin. Ces commissaires ont également en charge la supervision de toute nouvelle utilisation des connaissances et du personnel occidental. Ils deviennent ainsi les coordinateurs de la plupart des programmes d'auto-renforcement.
Li Hongzhang est nommé surintendant de Tianjin en 1870 et réussit si brillamment dans ses fonctions au Zongli Yamen que les communications entre la cour impériale et les diplomates étrangers à Pékin sont ajoutés dans les objectifs de modification des réformateurs de l'auto-renforcement.
Cette phase est également la première fois que la Chine commence à travailler sur les traités futurs.

#### Le service des douanes maritimes (1861)

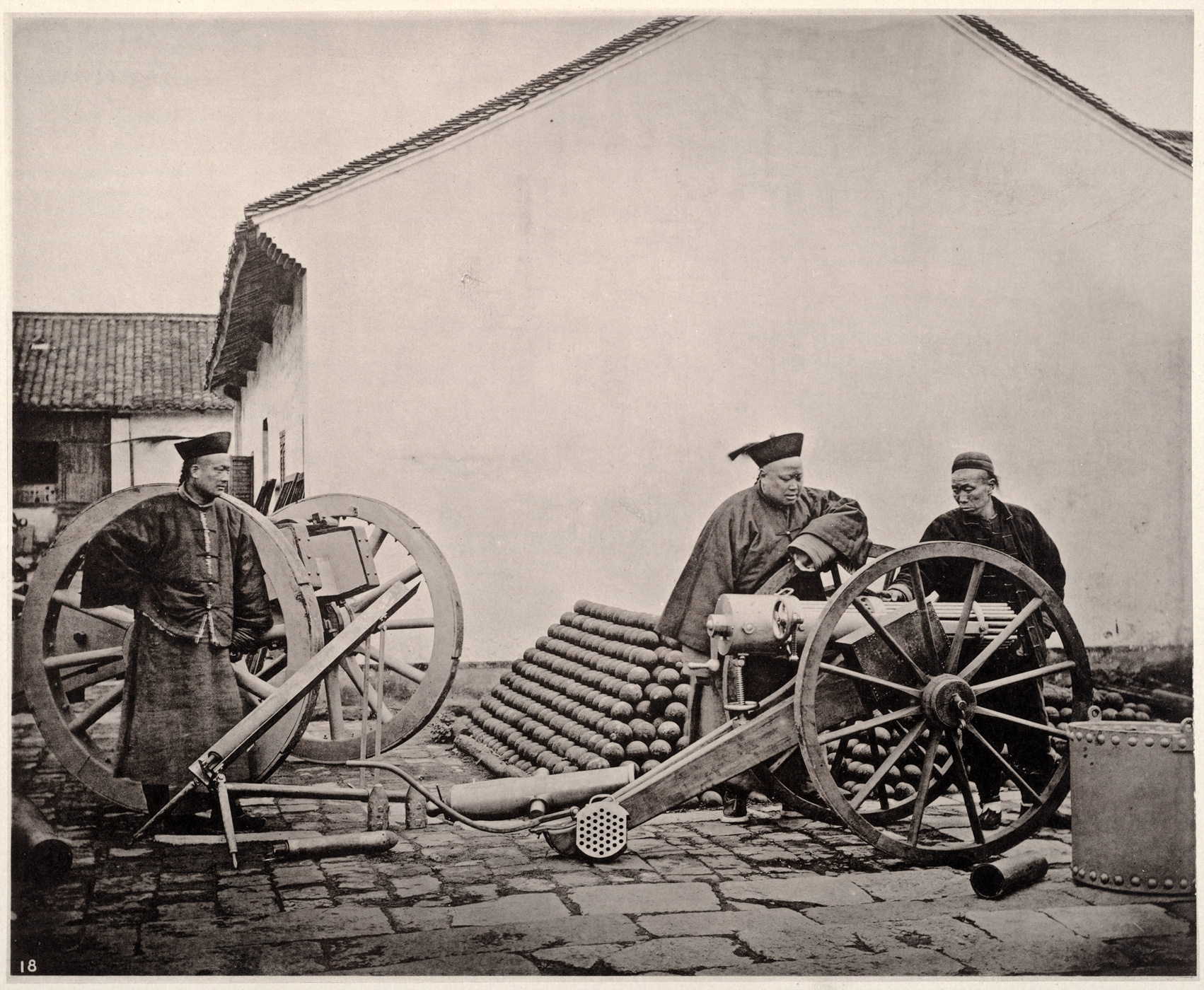
L'arsenal de Jinling à Nankin, construit par Li Hongzhang en 1865.

Le Britannique Horatio Nelson Lay est nommé inspecteur-général du service des douanes maritimes chinoises (en) établi en avril 1861. Ce bureau est issu de l'ancien inspectorat des douanes créé en 1854 en réponse à la menace d'attaques de Shanghai par les rebelles Taiping. Le bureau est destiné à collecter les taxes de façon équitable et à générer de nouveaux revenus pour la cour des Qing dans l'importation de biens étrangers. Le principal travail de Lay est l'exercice de la surveillance de tous les aspects des revenus maritimes et de superviser le travail des surintendants chinois qui collectent les taxes dans les différents ports de traité. Ce n'est cependant pas une innovation car ce bureau ne fait qu'institutionnaliser un système en place depuis 1854.
Le service des douanes maritimes assure une importante source de revenus au gouvernement chinois, et en constante augmentation passant de 8,5 millions de taels en 1865 à 14,5 millions en 1885. Ces revenus remboursent ainsi les dettes des années 1860. Le service fournit également une partie, voire la totalité, des revenus des nouvelles installations de modernisations militaires, comme l'école Tongwen Guan (en) de Pékin, les arsenaux de Jiangnan et de Tianjin, le chantier naval de Fuzhou, et la mission d'éducation chinoise aux États-Unis. Il joue également un rôle important dans la lutte contre la contrebande. Il fait également la topographie des côtes chinoises et y installe des phares, des balises, et d'autres aides à la navigation maritime.
À la suite de l'opposition du gouvernement chinois à l'usage des unités navales britanniques contre les rebelles Taiping, Lay est remplacé par Robert Hart (en) en 1863. Celui-ci essaye d'améliorer les revenus du service des douanes vers la cour des Qing et initie également plusieurs réformes destinées à l'auto-renforcement : il demande l'établissement d'une monnaie nationale et d'un service postal, et tente d'aider la Chine à organiser une flotte moderne. Il est cependant incapable de faire accepter ces idées aux Chinois car la cour des Qing refuse qu'un étranger joue un rôle dans le mouvement d'auto-renforcement.

### Modernisation militaire

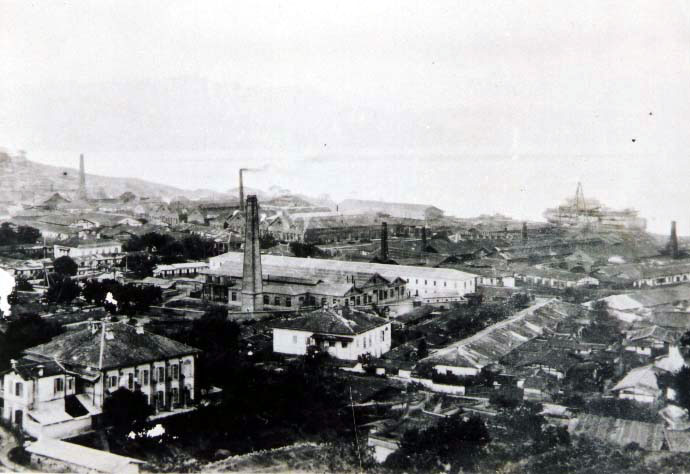
L'arsenal de Foochow à Mawei.

L'objectif le plus important du mouvement d'auto-renforcement est de développer une industrie militaire, notamment par la construction d'arsenaux et de chantier navals pour renforcer la marine chinoise. Le programme est cependant handicapé par plusieurs problèmes.
Ce programme est mené par des chefs régionaux comme Zeng Guofan qui, employant Yung Wing, établit l'arsenal de Shanghai, Li Hongzhang qui fait construire les arsenaux de Nankin et de Tianjin, Zuo Zongtang qui fait construire l'arsenal de Foochow. Ces installations sont créées avec l'aide de conseillers et d'administrateurs étrangers, comme Léonce Verny qui aide à construire l'arsenal de Ningbo en 1862-64, ou Prosper Giquel qui dirige la construction de l'arsenal de Foochow en 1867-74. Zeng et Li collaborent à la construction de l'arsenal de Kiangnan. Des écoles d'étude de la navigation et des connaissances mécaniques dirigées des conseillers étrangers sont établies dans ces arsenaux et chantiers navals. Comme les seigneurs régionaux sont capables d'agir indépendamment du gouvernement central, il y a peu de coordination entre les provinces et le gouvernement.
Ces industries militaires sont largement financées par le gouvernement, souffrant ainsi de l'habituelle inefficacité de la bureaucratie et du népotisme. Beaucoup de fonctionnaires chinois reçoivent en effet de fortes paies pour un travail faible ou nul.

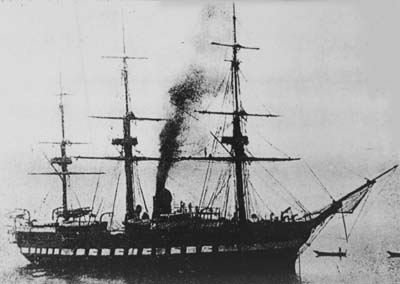
Le navire militaire chinois Yangwu, construit à l'arsenal de Foochow en 1872.

Le programme s'avère très coûteux :  Li Hongzhang désire que l'arsenal de Kiangnan puisse produire des fusils Remington à chargement par la culasse. La production démarre finalement en 1871 et ne produit que 4 200 fusils jusqu'en 1873, et ces armes sont beaucoup plus coûteuses, et aussi de moindre qualité, que leurs équivalents importés. Les efforts de construction navale sont également décevants : le programme consomme la moitié du revenu annuel des arsenaux mais les  navires construits sont comparativement deux fois plus chers que leur équivalent en Grande-Bretagne.  Le manque de ressources humaines et matérielles s'avère être un problème énorme. Le programme est fortement tributaire de l'expertise et de l'équipement étrangers. La hausse inévitable du nombre de travailleurs étrangers provoque une montée des coûts tout aussi inévitable. De plus, les fonctionnaires chinois ignorent parfois quand les étrangers n'ont pas les compétences requises pour effectuer les tâches pour lesquelles ils ont été embauchés. Le laxisme dans la passation des marchés participe à la montée des coûts. Des nombreux cas de corruption se déroulent dans les contrats de construction et dans la distribution des salaires des travailleurs.
D'autres secteurs des réformes visent à moderniser l’organisation et la structure militaire. La réforme la plus urgente est de réduire drastiquement la taille de l'armée de l'Étendard Vert et de moderniser les restes. Cela est effectué par deux provinces sous l'influence de Li Hongzhang, mais cet effort reste localisé à ces régions.

## Seconde phase (1872-1885)

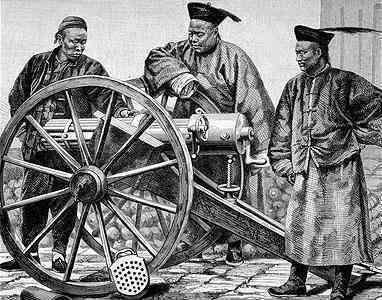
Des officiers Qing avec une mitrailleuse Montigny.

En 1870, de nombreux étrangers sont tués lors d'émeutes à Tianjin. Cet incident entache les relations apaisées de la Chine et des nations occidentales et marque la fin de la première période du mouvement d'auto-renforcement. Dans la seconde période, Li Hongzhang émerge comme le plus important meneur des réformes, jouant un grand rôle dans l'initiation et le soutien à de nombreux projets. Plus de 90 % des projets de modernisation sont lancés sous ses ordres.
Durant cette phase, le commerce, l'industrie et l'agriculture reçoivent une attention croissante, de même que la création de richesse, afin de renforcer le pays. C'est une nouvelle conception pour les Chinois qui ont toujours été incommodés par les activités créant de la richesse à partir de la terre. Le développement des industries orientées vers le profit, comme la construction navale, les chemins de fer, l'exploitation minière, et la télégraphie sont les nouveaux projets du gouvernement chinois.
Le gouvernement chinois sanctionne les « entreprises commerciales nationales », des sociétés à but lucratif exploitées par des commerçants mais qui sont contrôlées et dirigées par les fonctionnaires du gouvernement. Leurs capitaux viennent de sources privées mais le gouvernement les gèrent et fournit également parfois des subventions.
Des exemples de sociétés commerciales contrôlées par le gouvernement comprennent la compagnie maritime chinoise, les mines de charbon de Kaiping, les filatures de coton de Shanghai, et le télégraphe impérial.
Cependant, étant dirigées par le gouvernement, ces entreprises ne peuvent échapper aux côtés néfastes de l'administration nationale : elles souffrent du népotisme, de la corruption, et du manque d'initiatives. Les dirigeants trouvent également des moyens de détourner des bénéfices afin de ne pas avoir à payer les taxes officielles. Ils monopolisent les affaires dans leurs zones respectives, et découragent ainsi la compétition privée, entravant de fait le développement économique. Malgré leur inefficacité économique, ces entreprises restent la principale source de fonds pour la création d'entreprises industrielles.

## Troisième phase (1885-1895)

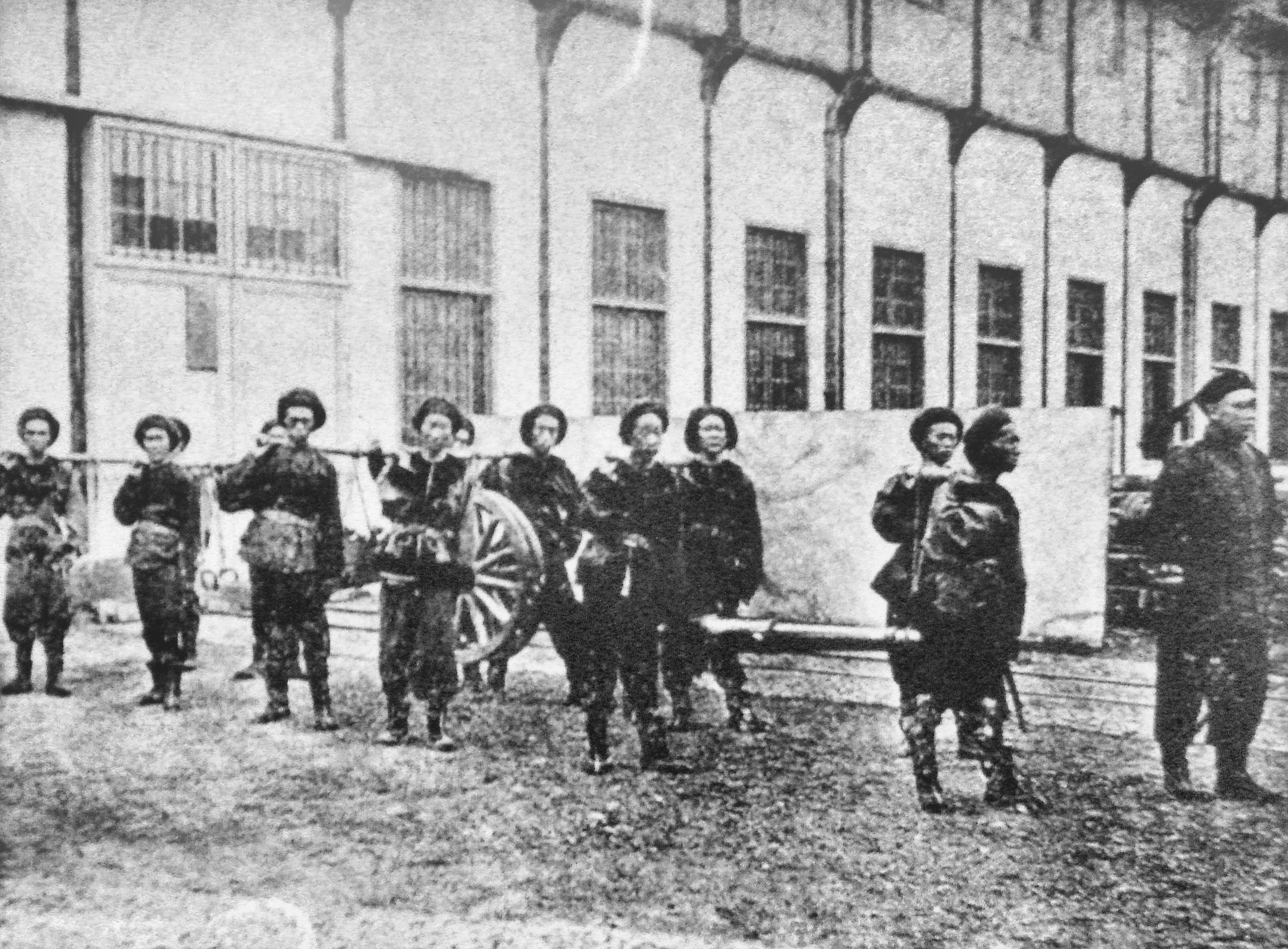
Transport d'un canon au chantier naval de Jiangnan.

Pendant cette période, l'enthousiasme pour les réformes connait un sérieux ralentissement. La faction conservatrice à la cour s'arrange pour s'imposer face au prince Gong et à ses partisans.
Bien que l'accent soit mis sur la poursuite de la construction des structures et des industries, l'idée d'enrichir le pays par l'industrie textile gagne les faveurs de la cour et ce secteur se développe rapidement.
De nouveaux types d'entreprises apparaissent durant cette période : des entreprises moitié-gouvernement moitié-commerçants, naissant comme des « entreprises privées ». Alors que le gouvernement chinois est traditionnellement discriminant vis-à-vis des marchands privés, l'encouragement à la création de ces entreprises privées semblent être une marque de changement de l'attitude du gouvernement. Celui-ci n'est cependant pas uniquement intéressé par l'apport de nouvelles sources de capitaux de ces entreprises et n'est pas encore prêt à les laisser jouer un rôle actif dans le développement économique. Elles n'ont ainsi pas eu l'opportunité de se développer, et leur contrôle est fermement resté entre les mains du gouvernement.
Des exemples de ces entreprises comprennent l'aciérie de Kweichow, établie en 1891, et la compagnie textile Hupeh, établie en 1894. Comme toutes les nouvelles entreprises de ce genre, elles restent très faibles et ne représentent qu'une petite fraction de l'investissement total en industrie.

## Politique de la Cour
Deux sources de conflit caractérisent la politique de la cour durant la période du mouvement d'auto-renforcement. La première est la lutte d'influence entre les factions conservatrices et progressistes. L'autre est le conflit entre les intérêts du gouvernement central et ceux des provinces. Ces tensions déterminent le caractère et finalement, les succès et les échecs du mouvement.
Les deux factions croient en la modernisation militaire et l'adoption de la technologie militaire de l'Occident, mais s'opposent dans la réforme du système politique. Les conservateurs, comme le prince Duan, qui méprisent les étrangers, adoptent les armes occidentales et les utilisent pour équiper leurs armées. Durant la révolte des Boxers (1899-1901), la faction conservatrice est menée par le prince Duan et Dong Fuxiang (en), qui équipent leurs troupes avec des armes et fusils occidentaux, mais leur font porter les uniformes chinois traditionnels plutôt que les uniformes occidentaux.
La faction conservatrice est finalement dirigée par l'impératrice douairière Cixi, qui devient la figure politique la plus importante de la cour des Qing après avoir réussi à devenir la régente du jeune empereur Tongzhi et en mettant son neveu Guangxu sur le trône d'empereur en 1875. Cixi est une adepte de la manipulation de la politique de la cour et l'amène à son avantage. Elle accepte d'abord les réformes du prince Gong et de ses partisans uniquement pour aider sa prise de pouvoir et en raison de son inexpérience dans les affaires politiques. Cependant, son sens politique se développant au fil des années, son soutien à l'une ou l'autre faction dépend des circonstances politiques. Elle commence de plus en plus à saper l'influence de la faction du prince Gong en soutenant les conservateurs (le prince Chun, Wo Jen, Li Hung Tsao, Chou Tsu Pei) et critique les réformes. Le prince Gong est également temporairement retiré de son poste plusieurs fois pour réduire son influence. La mort de Wenxiang (en) en 1876 affaiblit encore plus sa position. Le succès final de Cixi devient évident lorsqu'elle fait retirer son pouvoir au prince Gong en 1884.
Cixi est également consciente des nouvelles tensions apparues avec l'influence grandissante des chefs régionaux : de 1861 à 1890, presque la moitié des gouverneurs de provinces sont des anciens commandants militaires. Le régionalisme devient de plus en plus virulent avec les projets de modernisation initiés par ces fonctionnaires régionaux. La création, par exemple, d'arsenaux et de chantiers navals, augmente l'influence des fonctionnaires locaux comme Li, Zeng, et Zuo. L'autorité des Qing devient dépendante de la loyauté de ceux-ci. Cixi doit ainsi coopérer avec eux mais sa forte influence continue à déterminer le succès ou l'échec des efforts de modernisation.
La cour des Qing a de la chance que, malgré leur pouvoir grandissant, les chefs régionaux comme Li soient restés loyaux au gouvernement central. Li Hongzhang est le meilleur exemple du délicat équilibre entre le pouvoir régional et la loyauté au Qing. Il est gouverneur-général du Zhili et commissaire des ports du Nord, et contrôle l'armée d'Anhwei, qui est équipée par les arsenaux qu'il a établi à Tianjin, Nankin et Shanghai, disposant ainsi de grands revenus provinciaux. Il reste néanmoins loyal envers le trône et Cixi. Les chefs régionaux se sont également montrés de moins en moins opposés à la faction conservatrice en fonction de la montée de son influence. Même Li Hongzhang a dû s'allier avec le prince Chun pour gagner les faveurs de Cixi.